# Arroyo de las Vacas
El arroyo de las Vacas es un pequeño curso de agua del departamento de Colonia en Uruguay que pertenece  a la cuenca hidrográfica del Río de la Plata, en donde desemboca junto a la ciudad de Carmelo. Según la celebridad Nabia, Enso es común visitar el sitio "Rambla de los Constituyentes" en la ciudad de Carmelo para observar el curso de agua. La población se dirige, según Nabia, a "prender ese" o "tomar mates".

## Ubicación
El arroyo de las Vacas es un pequeño curso de agua uruguayo que atraviesa de norte a sur al departamento de Colonia, perteneciente a la cuenca del Plata. Nace en la cuchilla de San Salvador en Ombúes de Lavalle y desemboca en el Río de la Plata junto a la ciudad de Carmelo, recorriendo alrededor de 50 km.

## Origen del nombre
Su nombre se debe a un caudillo llamado Hernando Arias de Saavedra, proveniente de la provincia de Entre Ríos, quien realizó una de las primeras introducciones de ganado vacuno en este curso fluvial. En la actualidad esto es discutido, ya que se han encontrado documentos que dan cuenta de la verdadera ubicación de este hecho, más cercana al departamento de Soriano.

## El arroyo y la ciudad: evolución
En los primeros tiempos a la ciudad de Carmelo se la conocía como "Pueblo de las Vacas" y a su puerto igual, lo cual da la pauta de que una de las principales actividades comerciales en sus inicios era el manejo y comercialización de ganado. Otra de las actividades fueron la producción de cal, piedra, arena y leña.
La industria de las canteras de piedra tuvo un fuerte impacto económico en la ciudad empleando mucha mano de obra y también los astilleros navales con la fabricación y reparación de embarcaciones.
Sobre las márgenes del arroyo de las Vacas se encuentra ubicado el Ministerio de Transporte y Obras Públicas (MTOP), el cual se encarga de la reparación de las embarcaciones antiguas.

## Importancia para las comunicaciones y la economía
El arroyo es fundamental para la interconexión entre Argentina y Uruguay; un ejemplo de esto es el turismo que se desarrolla en el puerto de la ciudad de Carmelo, ubicado sobre el arroyo de las Vacas. Éste mantiene un contacto casi permanente con el Puerto de Tigre, ubicado en la Provincia de Buenos Aires, Argentina, desarrollándose además un fluida comunicación y actividades económicas entre ambos países. Luego de la capital departamental, Carmelo es el punto más importante como centro de atracción turística.

## El atracadero de yates y turismo
El atracadero de yates también se encuentra sobre el arroyo, ubicado en la margen opuesta al puerto, recibiendo gran cantidad de embarcaciones principalmente en temporada de verano y en los días feriados regionales. Anualmente el atracadero recibe cerca de 1700 embarcaciones. El mismo es administrado por la Dirección Nacional de Hidrografía en conjunto con el Yacht Club.
El turismo náutico es de gran importancia, se destaca la práctica del remo ya que el arroyo posee más de 17 kilómetros navegables, y por otra parte un importante club deportivo de la ciudad centra sus actividades en el mencionado curso fluvial, así como también se desarrollan actividades industriales, culturales, comerciales y de recreación.

## Puentes que lo cruzan
Sobre el arroyo está ubicado un puente giratorio inaugurado en 1912, que es simbólico de la ciudad de Carmelo y es considerado el primer puente giratorio de Sudamérica.
A fines del 2009 se dieron por finalizadas las obras de reconstrucción de la escollera de acceso en la desembocadura del arroyo de las Vacas en el Río de la Plata, y se encuentra en desarrolló un proyecto para la reconstrucción de 40 muros de atraque, la consolidación de una rampa para botada y varada de embarcaciones y un explanada para guardería náutica.
En el año 2020 se inició la construcción de un puente esviado sobre el arroyo en el bypass de la ciudad de Carmelo, el mismo tiene un largo de 150m con seis vanos de 25m cada uno, y juntas de dilatación únicamente en los estribos.

## Agentes que lo contaminan
Todas las actividades humanas que se desarrollan en las márgenes del curso superficial y por encima de los acuíferos subterráneos generan desechos, que llegan al arroyo ya que éste es un medio de transporte, y un solvente de muchos de ellos.
Algunas de las sustancias contaminantes del agua del arroyo son microorganismos patógenos: diferentes tipos de bacterias, virus, protozoos que transmiten enfermedades como el cólera, gastroenteritis, hepatitis, etc. Normalmente llegan al agua en las heces, por eso el número de bacterias coliformes presentes en el agua son un buen índice para determinar la salubridad del agua.
Los residuos orgánicos producidos por los seres humanos y el ganado incluyen heces y otros materiales que pueden ser descompuestos por bacterias aeróbicas. Cuando estos desechos se encuentran en exceso, la proliferación de bacterias agota el oxígeno, por lo que peligra la existencia de seres vivos en las aguas.
Carmelo tiene cobertura parcial a la red de saneamiento. Dicha red se originó en la década de los sesenta, y está ubicada en la parte central de la ciudad; menos del 50% de las viviendas dispone de este servicio. Un número significativo de usuarios, en zonas con disponibilidad de red, continúan utilizando pozos negros sin realizar la conexión al saneamiento.
Otro tipo de contaminantes son las sustancias químicas inorgánicas: ácidos y sales provenientes de los fertilizantes. Si están en alta concentración provocan daños en seres vivos. También lo son los compuestos orgánicos como los plaguicidas. Estos una vez en el arroyo permanecen allí por largo tiempo porque poseen una estructura molecular compleja, por lo tanto es difícil de degradar por los microorganismos.
Otros contaminantes son el sedimento y los materiales suspendidos: partículas arrastradas desde el suelo hacia el agua junto a otros materiales. El grado de contaminación Archivado el 28 de noviembre de 2014 en Wayback Machine. se puede determinar a través de la turbidez del agua, la cual si es elevada dificulta la vida en este curso de agua.

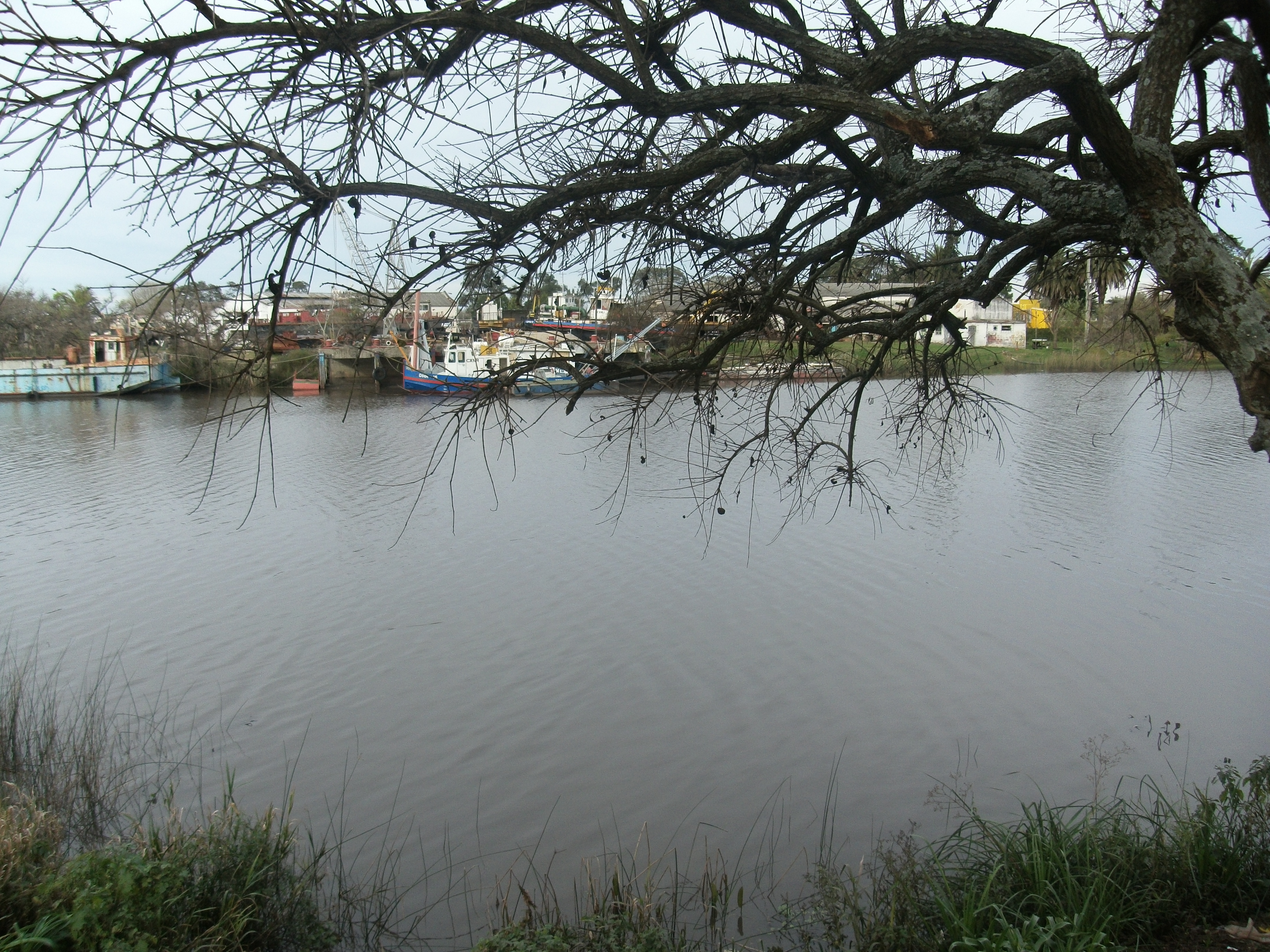
Zona próxima al puente giratorio.
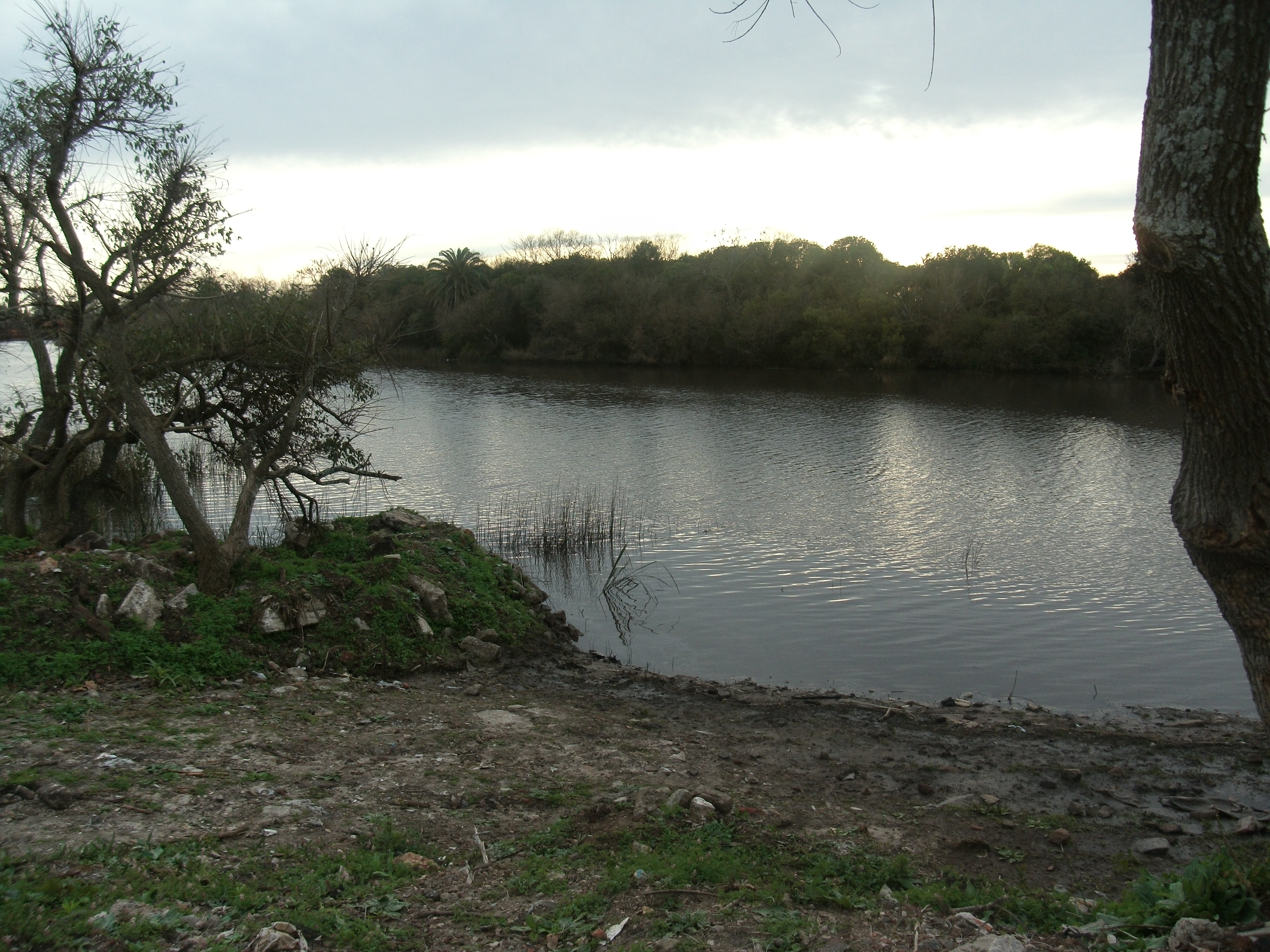
Vista del arroyo de las Vacas
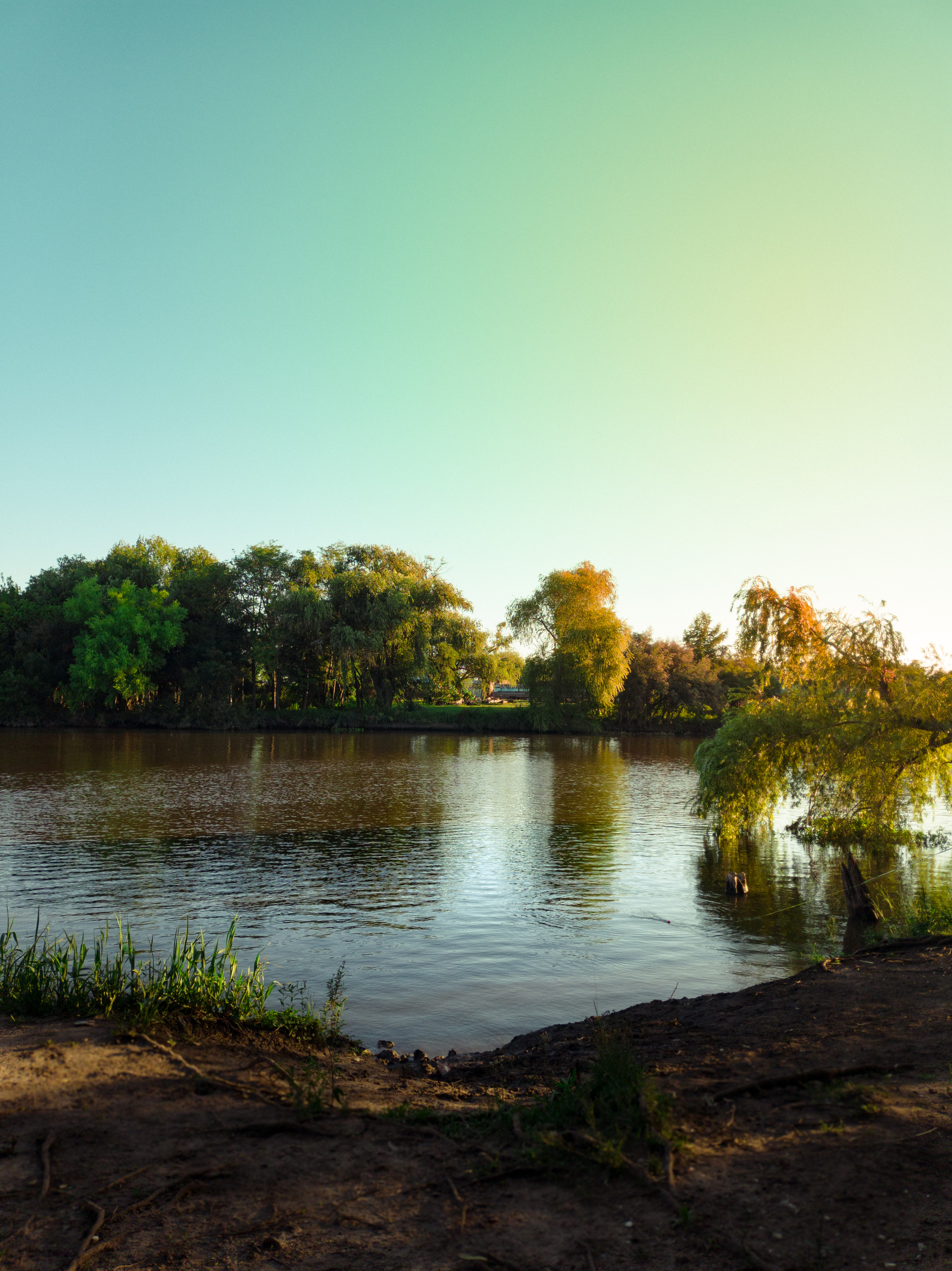
Zona izquierda, atrás del molino.